# Пілот (Ґотем)
«Пілот» (англ. Pilot) — перший епізод першого сезону американського телесеріалу «Ґотем». «Пілот» був зрежисований Денні Кенноном за сценарієм Бруно Геллера.

## Сюжет
Селіна Кайл (Камрен Бікондова) йде вулицею Ґотема. Укравши пачку молока й поцупивши в чоловіка гаманець, вона ховається в провулку. Сидячи на пожежній драбині, вона завважує Томаса (Ґрейсон Мак-Кауч) і Марту (Бретт Тейлор) Вейнів разом з їхнім сином Брюсом (Давід Мазуз), які проходять повз. Вейни — заможна і дуже впливова родина підприємців. Разом вони повертаються з пізнього кіносеансу. Несподівано з'являється грабіжник, і направляє на сім'ю зброю, вимагаючи віддати всі цінні речі. Після того, як Вейни виконують його прохання, злочинець убиває Томаса і Марту, а потім біжить геть. Осиротілий Брюс плаче над тілами своїх батьків.
Детектив-новобранець Джеймс Ґордон (Бен Маккензі) разом з його колегою Гарві Буллоком (Донал Лоґ) послано розслідувати вбивство Вейнів. Під час розмови з Брюсом, Джим Ґордон обіцяє відшукати винного. Альфред Пенніворт (Шон Пертві), дворецький і новий опікун хлопчика, забирає його додому.
У процесі розслідування, детективи відвідують бар впливової злочинниці Фіш Муні (Джада Пінкетт-Сміт), наближеної до глави найбільшого ґотемського клану мафії — дону Фальконе (Джон Доман).
Наступного дня напарники допитують головного підозрюваного у справі — колишнього злочинця Маріо Пеппера (Денієл Стюарт Шерман). Під час допиту Маріо втікає, детективи кидаються йому навздогін. Пеппер мало не страчує Ґордона, проте Буллок вчасно встигає пристрелити втікача. Під час обшуку в його помешканні, поліція виявляє намисто Марти Вейн, після чого Маріо визнається винним, і справа закривається. Коли Ґордон з Буллоком повертаються до поліційної дільниці, їх зустрічають як героїв. Брюс Вейн дякує Джимові за виконану обіцянку.
Освальд Коббльпотт, на прізвисько «Пінгвін», (Робін Лорд Тейлор), підлеглий Фіш Муні, доносить Рене Монтої (Вікторія Картаґена) і Кріспусові Аллену (Ендрю Стюарт-Джонс), що Муні підставила Пеппера, і насправді той не вбивав Томаса і Марти Вейнів. Монтоя вважає Ґордона корумпованим копом, і будь-що-будь, бажає притягти його до відповідальності.
Дізнавшись, що Пеппер невинний, Джеймс Ґордон відразу ж іде до Фіш Муні, після чого вона його викрадає. Гарві Буллок спішить визволяти напарника, проте його наздоганяє така ж доля. Від смерти поліціянтів рятує особисто Кармайн Фальконе, який каже Муні, що перш ніж убивати копів слід питати у нього дозволу. Фальконе зберігає життя детективів, однак бажає перевірити новоприбулого Ґордона на вірність: він наказує йому вбити викритого Коббльпотта.
Гордон інсценує вбивство Пінгвіна, попередньо сказавши йому ніколи не повертатися до Ґотема. Нібито мертвий Коббльпот падає в міську річку. Джеймс прямує в маєток Вейнів, де говорить Брюсу, що Маріо Пеппер невинний, і обіцяє продовжити пошуки справжнього вбивці.
Освальд Коббльпотт виринає на берег, після чого вбиває рибалку, що сидить поруч, і з'їдає його сандвіч.

## Рейтинги
Прем'єрний показ «Пілота» подивилися 8,21 мільйона глядачів. Результат хоч і був сильним, але не виправдав очікувань стати найпопулярнішим новим серіалом 2014 року.

## Критика
| Джерело           | Оцінка  | Прим. |
| ----------------- | ------- | ----- |
| Rotten Tomatoes   | 79 %    | [ 3 ] |
| The AV Club       | З       | [ 4 ] |
| Paste Magazine    | 7.0     | [ 5 ] |
| TV Fanatic        | 3,5 / 5 | [ 6 ] |
| IGN               | 7/10    | [ 7 ] |
| Den of Geek       | 3/5     | [ 8 ] |
| New York Magazine | 2/5     | [ 9 ] |

Епізод добре сприйняли критики. На «Ротен томатос» «Пілот» отримав рейтинг 79 %, заснований на 24 рецензіях. Метт Фавлер з IGN назвав епізод «хорошим» і оцінив його на 7 з 10.